# فریدریش پانتسینگر
فریدریش پانتسینگر (آلمانی: Friedrich Panzinger؛ ۱ فوریه ۱۹۰۳ – ۸ اوت ۱۹۵۹) یک اس‌اس-اوبرفورر اهل آلمان بود.وی از ۵ سپتامبر ۱۹۴۳ تا ۶ می ۱۹۴۴ فرمانده گروه A آینزاتس‌گروپن در کشورهای حوزه دریای بالتیک و بلاروس و از ۱۵ اوت ۱۹۴۴ رئیس اداره پنجم اداره اصلی امنیت رایش بود.
وی پس از جنگ جهانی دوم در سال ۱۹۴۶ دستگیر و توسط شوروی زندانی شد.در مسکو در مارس ۱۹۵۲ دو بار به ۲۵ سال کار اجباری محکوم شد اما ۳ سال بعد آزاد شد و به آلمان بازگشت و توانست مدتی برای آژانس اطلاعات فدرال کار کند.در سال ۱۹۵۹ دوباره به اتهام جنایت جنگی دستگیر شد و در ۸ اوت همان سال در سلول زندانش خودکشی کرد.